# 1chipMSX

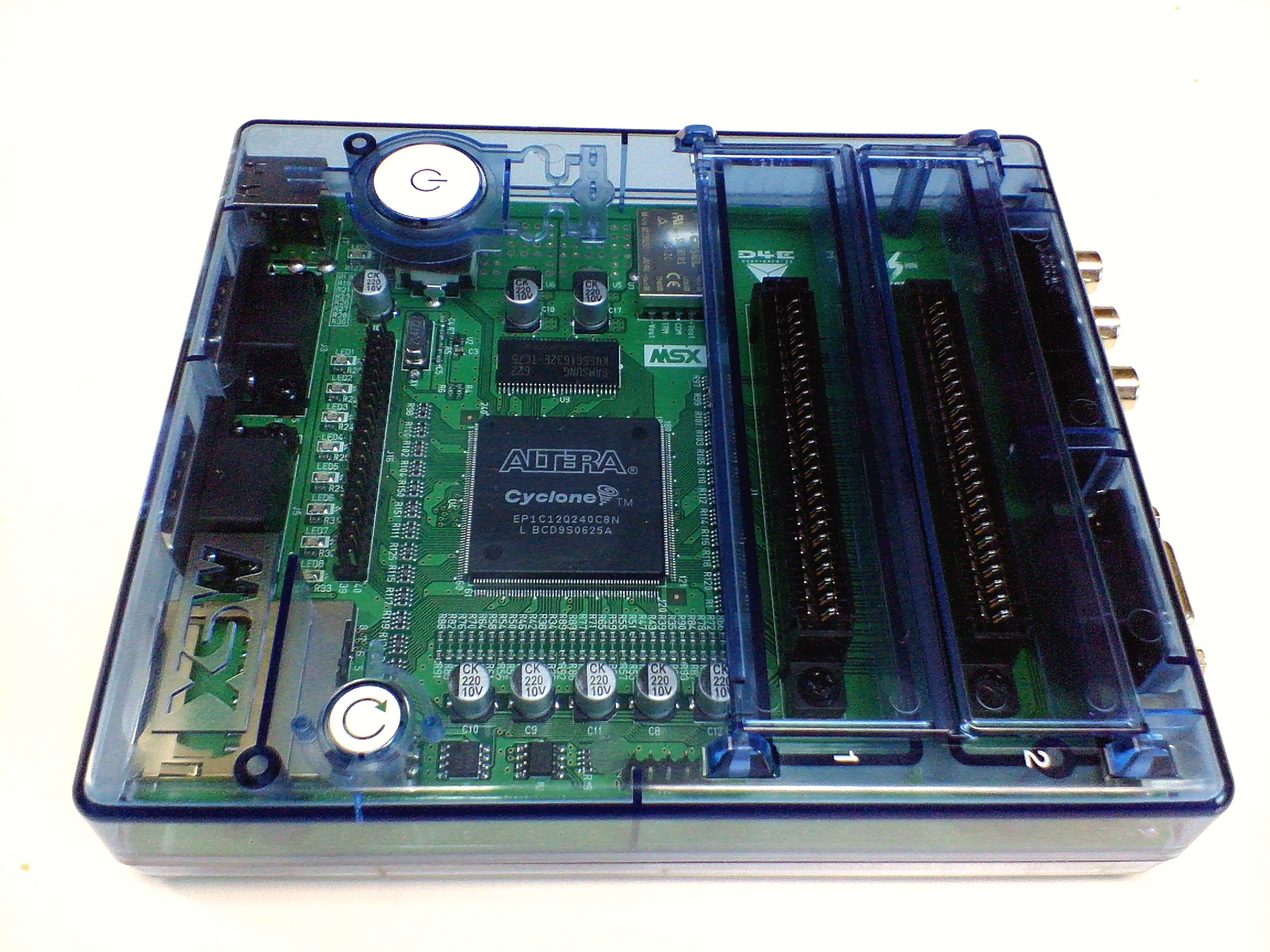
De 1chipMSX

De One chip MSX, of 1chipMSX zoals zijn officiële naam is, is een herimplementatie van een MSX 2-homecomputer welke is opgebouwd middels één enkele FPGA.
De minicomputer werd in 2006 geïntroduceerd en er is slechts een enkele productieserie ontworpen en gefabriceerd door het Japanse bedrijf D4 Enterprise.

## Beschrijving
De 1chipMSX-homecomputer bevat (afgezien van het RAM-geheugen) alle benodigde elektronica van een MSX 2, inclusief de Yamaha MSX-MUSIC (uit de YM-OPx-reeks) en de Konami SCC+geluidsuitbreidingen.
Het systeem heeft een transparant blauwe behuizing en kan met een standaard-VGA-monitor of een tv gebruikt worden. Er kan een standaard pc-toetsenbord met een PS/2-connector op aangesloten worden. 
Het heeft twee cartridgesloten, zodat originele MSX-cartridges gebruikt kunnen worden. Er is geen floppydiskdrive nodig, want de 1chipMSX heeft een connector voor SD-kaart en MMC-geheugenkaarten, die dienstdoen als opslagmedium. Ook zonder het bezit van een 3,5-inch diskdrive wordt software op floppy's ondersteund door de emulatie van een floppydiskdrive met behulp van de geheugenkaart. Het is zelfs mogelijk om MSX-DOS op te starten. Vanwege zijn in VHDL programmeerbare hardware is het mogelijk de 1chipMSX nieuwe hardwaremogelijkheden te geven door de FPGA te herprogrammeren. Dat kan eenvoudig door een herconfiguratieprogramma vanuit MSX-DOS te starten. Als dat niet mogelijk is, kan de FPGA-chip rechtstreeks geprogrammeerd worden via een pc en een speciale programmeerkabel. Dat laatste zal echter alleen in noodgevallen nodig zijn. De 1chipMSX is al voorzien van twee USB-connectoren, in een volgende VHDC-codeversie kunnen deze met extra VHDL-code actief gemaakt worden. 

## Technische specificaties

### Hardware
- Altera Cyclone EP1C12Q240C8N FPGA-chip
- 32 MB SDRAM
- SD/MMC-slot
- 2 MSX-cartridgesloten
- 2 audio-uitgangen (voor toekomstige stereotoepassingen)
- S-VHS-video-uitgang
- Composietvideo-uitgang (PAL of NTSC)
- VGA-video-uitgang
- PS/2-keyboardconnector
- 2 USB-connectoren
- 2 MSX-joystickpoorten
- FPGA I/O-pinnen (40 en 10 pinnen)

Schema's, en blauwdrukken van het kastje worden meegeleverd, zodat ook op elektronisch niveau aan het systeem geknutseld kan worden. Voor het uitbreiden en aanpassen van de gebruikte VHDL-code wordt een volledige set van diverse tools meegeleverd, inclusief Windows-software om zelf VHDL-code te schrijven en in de FPGA te laden middels een MSX-DOS-programma. Ten slotte wordt de volledige VHDL-broncode die gebruikt is om een MSX 2-computer mee op te bouwen (in de standaardconfiguratie) meegeleverd. Deze broncode is echter geen vrije software daar het gebruik ervan alleen voor niet-commerciële toepassingen is vrijgegeven. Ook de in de nagebootste MSX 2 gebruikte software is niet vrijgegeven.

### Specificatie van de nagebootste MSX 2
- Compatible met de MSX 2 computerstandaard
- 1 MB RAM
- 128kB VRAM
- Kanji-ROM
- MSX-MUSIC
- MSX-DOS2 met FAT16-ondersteuning
- MEGA-SCSI-compatibele ondersteuning voor een SD-kaart als de primaire floppydiskdrive